# آدم ديفين
آدم باتريك ديفين (بالإنجليزية: Adam DeVine)‏ من مواليد 7 نوفمبر 1983 في واترلو بآيوا. هو ممثل كوميدي، مغني، كاتب سيناريو ومنتج أمريكي.انتقل إلي لوس انجلوس في عام 1995 وبدأ المشاركة في البرامج الكوميدية ثم شارك في عدة أفلام.

## أعماله
| اعمال                              | الدور/الوظيفة         |
| ---------------------------------- | --------------------- |
| The Righteous Gemstones            |                       |
| Isn't It Romantic                  | جوش                   |
| Jexi                               | فيل                   |
| Game Over, Man!                    |                       |
| العصر الجليدي: مسار التصادم        | جوليان (صوت)          |
| مايك وديف يحتاجان مواعيد لحفل زفاف | مايك ستانجل           |
| الفتيات الأخيرات                   |                       |
| The Intern                         |                       |
| Break Point                        |                       |
| Uncle Grandpa                      | أداء صوتي: ستيف بيتزا |

## وصلات خارجية
- آدم ديفين على موقع IMDb (الإنجليزية)
- آدم ديفين على موقع ألو سيني (الفرنسية)
- آدم ديفين على موقع ميوزك برينز (الإنجليزية)
- آدم ديفين على موقع أول موفي (الإنجليزية)
- آدم ديفين على موقع بوكس أوفيس موجو (الإنجليزية)
- آدم ديفين على موقع قاعدة بيانات الأفلام السويدية (السويدية)
- آدم ديفين على موقع إن إن دي بي (الإنجليزية)
- آدم ديفين على موقع قاعدة بيانات الفيلم (الإنجليزية)
- آدم ديفين على موقع كينوبويسك (الروسية)